# Macropharyngodon
Macropharyngodon – rodzaj ryb okoniokształtnych z rodziny wargaczowatych.
Gatunki

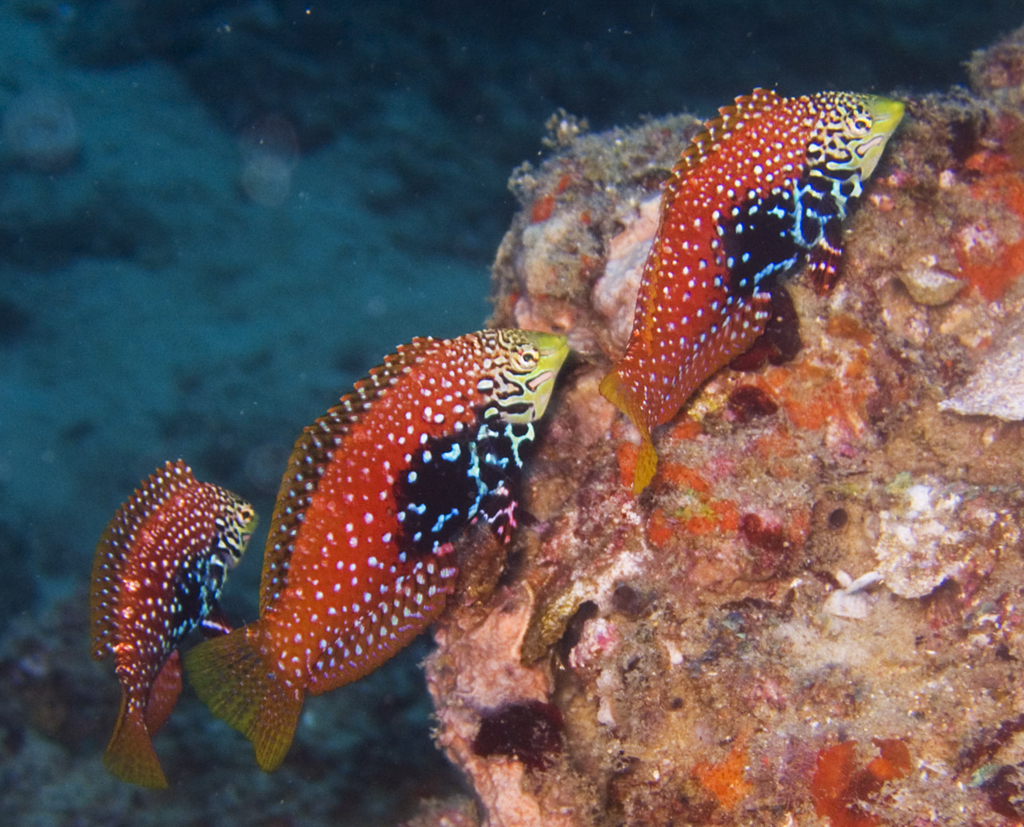
Macropharyngodon bipartitus
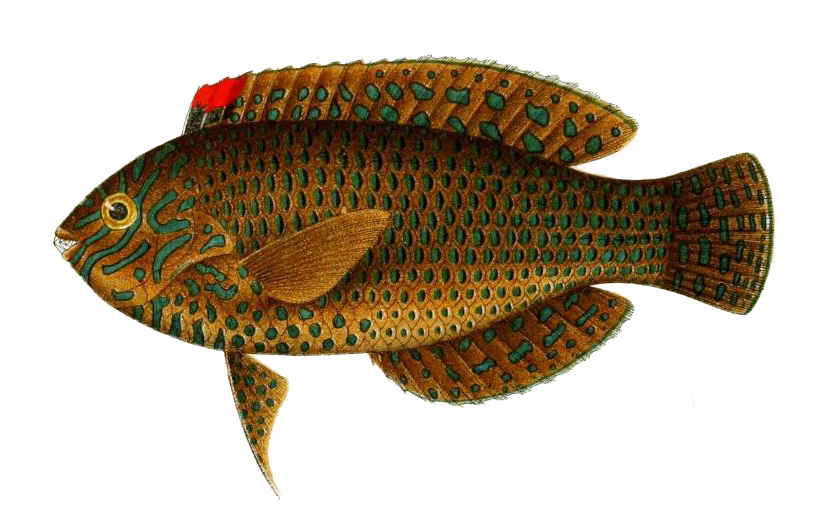
Macropharyngodon choati
- Macropharyngodon cyanoguttatus
- Macropharyngodon geoffroy
- Macropharyngodon kuiteri
- Macropharyngodon meleagris
- Macropharyngodon moyeri
- Macropharyngodon negrosensis
- Macropharyngodon ornatus
- Macropharyngodon vivienae

- Macropharyngodon bipartitus
- Macropharyngodon geoffroy